# Hans Pfann (Bergsteiger)
Hans Pfann (* 4. August 1873 in Nürnberg; † 5. Januar 1958 in Bad Reichenhall) war ein deutscher Alpinist, der bis ins hohe Alter auf anspruchsvolle Bergtouren ging.

## Leben

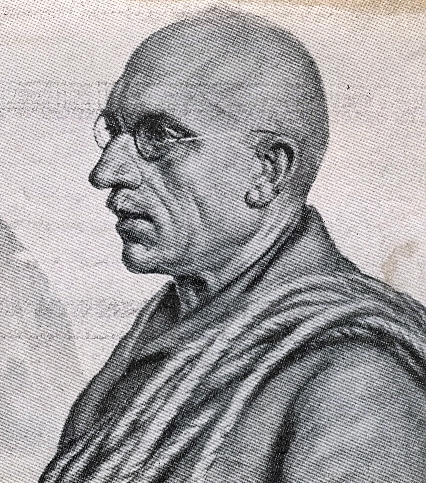
Hans Pfann (1873–1958), Porträt von Oskar Wiedenhofer (1889–1987)

Hans Pfann, einziger Sohn des Schlossermeisters Hans Pfann, besuchte von 1891 bis 1895 die Technische Hochschule in München, die er als Ingenieur abschloss. Ab 1892 startete er erste Bergwanderungen und 1893 machte er eine geführte Glocknerbesteigung, um Eis und Schnee am Berg kennenzulernen. 1895 begann er als Assistent und Lehrer an der Maschinenbauschule München und 1897 ließ er sich in den städtischen Dienst anstellen, um in der Nähe der Alpen bleiben zu können. Im Jahr 1919 heiratete er.
Zwischen 1898 und 1920 gelangen ihm einige Erstbegehungen, darunter an der Fleischbank und dem Totenkirchl im Wilden Kaiser. Viele Touren in dieser Zeit führten auch in die Dolomiten, nach Zermatt und das Montblancgebiet.
1902 nahm er an der Tian-Shan-Expedition unter der Leitung von Gottfried Merzbacher teil. 1903 bereiste er den Kaukasus. Dabei konnte er die beiden Uschba-Gipfel besteigen und als Erster überschreiten. Während dieser Forschungsreisen sammelte er viele Expeditionserfahrungen, die er später nutzen konnte, denn 1928 übertrug ihm der Deutsche und Österreichische Alpenverein die Leitung der Expedition in die Cordillera Real (Bolivien), wo der Fünfundfünfzigjährige noch zwei Sechstausender bestieg: Pfann gelang mit dem Wiener Bergsteiger Alfred Horeschowsky die Erstbesteigung des 6368 m hohen Illampú, zudem erreichten sie als Erste den Pico del Norte (6070 m).
Auch in noch höherem Alter war Pfann in den Bergen unterwegs. Am 70. Geburtstag stand er nochmal auf dem Totenkirchl, zum 75. stieg er durch die Musterstein-Südwand (Wettersteingebirge), den 80. feierte er auf dem Fuscherkarkopf (Glocknergruppe), nachdem er vorher im Kauner Grat Verpeil- und Watzespitze bestiegen hatte, und am 82. Geburtstag erklomm er den Piz Palü (Berninagruppe).

## Bedeutung für den Alpinismus
Sein Tourenbuch verzeichnete über 1000 Gipfel, darunter 132 Viertausender sowie 48 Erstbegehungen. Nach dem Urteil eines Bergsteigerkollegen war Pfann der beste deutsche Allround-Bergsteiger seiner Zeit. Im Lauf der Jahre zeigte er seine Fähigkeiten im Klettern in Eis und Fels, im Gehen von Hochtouren, in der Leitung von Bergexpeditionen sowie im Verfassen von Bergbüchern.
Mit detaillierter und umsichtiger Tourplanung gelang es Hans Pfann, alle Touren führerlos zu gehen und trotzdem die Risiken gering zu halten. Mit über 80 Jahren bestieg er noch Dreitausender und zeigte damit, dass Bergsteigen keine Frage des Alters sein muss.
An ihn erinnern die Pointe Pfann im Montblancgebiet und der Pfannkamin am Totenkirchl.

## Wichtige Unternehmungen (Auswahl)
- Fleischbank Nordgrat, 1898
- Zweite Ersteigung der Guglia di Brenta und zweite Überschreitung der 3 südl. Vajoletttürme, 1900
- Totenkirchl Nordostwand – Pfannkamin (2. Terrasse), 1901
- Kaukasus: Zweite Ersteigung beider Uschbagipfel und erste Überschreitung, 1903
- Zweite führerlose Begehung des Peutereygrates, 1905
- Alleinerstbegehung des Matterhorn Nordwestgrat, 1906
- Erstbegehung des Nordgrates der Zugspitze, 1906
- Dritte Begehung der Fleischbank Ostwand, 1912

## Mitgliedschaften
- Akademischer Alpenverein München
- Österreichischer Alpenklub
- Sektion Bayerland des Deutschen Alpenvereins